# والری بوکریف
والری بوکریف (استونیایی: Valeri Bukrejev؛ زادهٔ ۱۵ ژوئن ۱۹۶۴) ورزشکار پرش با نیزه اهل استونی بود.
وی در مسابقات پرش با نیزه بازی‌های المپیک تابستانی ۱۹۹۲ شرکت کرده بود.